# Gyász (fényképsorozat)

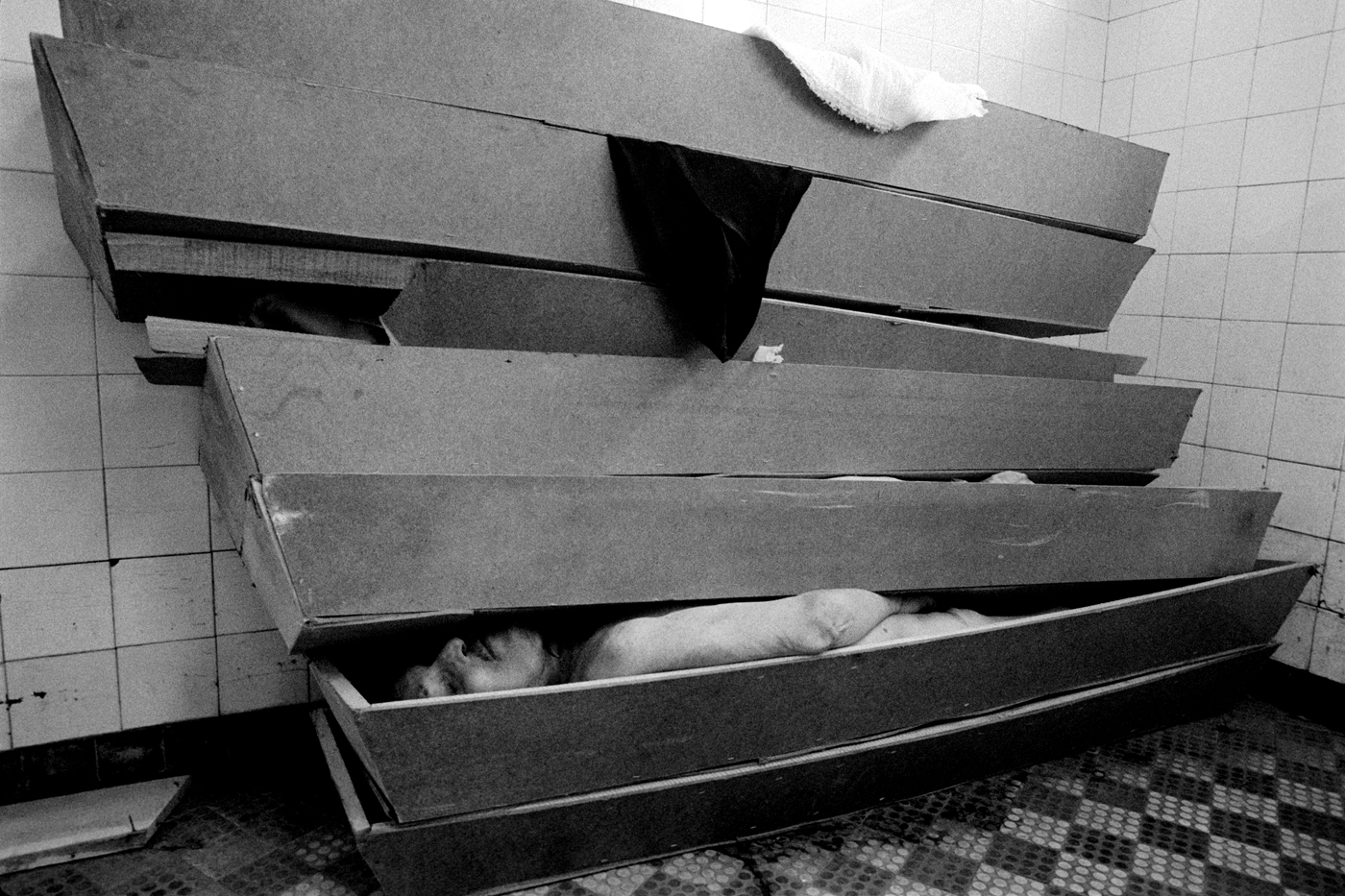
A sorozat egyik felvétele 1981-ből

A Gyász Tímár Péter fotográfus dokumentumfénykép-sorozata az 1980-as évekből, amely a Budapesti Temetkezési Intézet akkori munkáját és az Új köztemető krematóriuma területén uralkodó állapotokat mutatta be. A fényképsorozat kis részéből egy kiállítás is készült, amelyet felkavaró volta miatt hamarosan bezárattak.

## Története
Tímár Péter kezdetben építészmérnökként dolgozott, és hivatalos munkája mellett kezdett el fényképezni. Az 1980-as évek elején fordult érdeklődése a halál témaköre felé. Elkezdte kutatni a régebbi, emberközeli halotti szokások átalakulását, a „nagyüzemi technológiákat”. Ennek keretében 1981 és 1983 között több ízben (engedéllyel) felkereste a Budapesti Temetkezési Intézetet, és fényképfelvételekkel dokumentálta ezt a nagyközönség előtt ismeretlen világot. Hároméves munkája alatt körülbelül 3000 fekete-fehér felvételt készített.

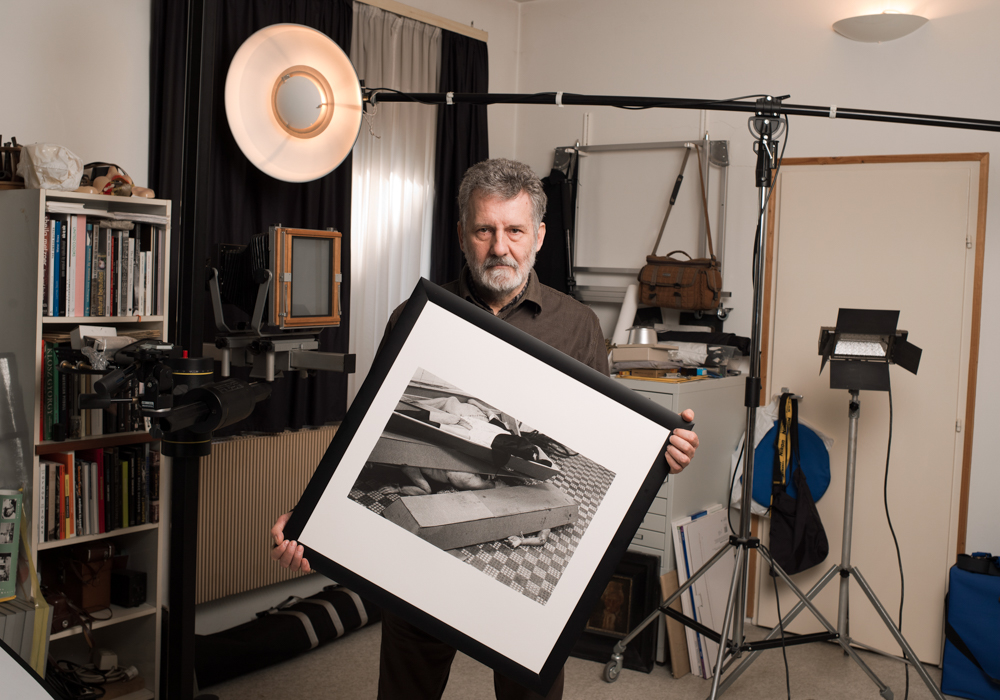
Tímár „Gyász, Krematórium” című művével került be Urbán Ádám PéldaKÉPek című, fotóművészek munkáját méltató sorozatába

Munkája során úgy találta, hogy a krematórium területén a halottakkal való nem megfelelő, kegyeletsértő bánásmód uralkodik a krematórium akkori dolgozói részéről (pl. egymásra dobált, vagy éppen felfordított koporsók, kilógó emberi fejek, kezek, lábak, stb.). Ennek ellenére nem tiltották el Tímárt a dokumentálástól, sőt a sorozat kis részéből 1983. július 28-án kiállítás (Szociográfiai sorozat V. rész) nyílt a Gödöllői Galériában, illetve Budapesten, a Műcsarnok Fényes Adolf Termében. A kiállítási katalógus előszavát maga a krematórium vezetője írta. A mintegy 70 képet bemutató kiállítást eredetileg 1 hónapon keresztül, augusztus 21-éig tervezték nyitvatartani. Egy korabeli újságcikk szerint a képek a következő tematikai egységekre oszlottak: 1. Proszektúra (12 kép); 2. Halottasház (13 kép); 3. Krematórium (20 kép); 4. Temetők (24 kép); 5. Madékor Szövetkezet (háttéripar) (11 kép); 6. Temetés.
A hamvasztó élére időközben[mikor?] új vezetőt neveztek ki, aki feljelentette Tímárt, a kiállítást az állami szervek még aznap (más források szerint két nap után) bezáratták, a „felső körökből pedig többen nemtetszésüket fejezték ki a képekkel kapcsolatban”.
33 évvel később[mikor?] a fényképész engedélyével néhány képet a Mai Manó ház tett közzé a honlapján. (Egyes források említenek egy 1988-as kiállítást is Baján).

## Érdekesség
Tímárt tapasztalatait igazolja, hogy ugyanerről az időszakról és a krematóriumban uralkodó állapotokról egy magát pontosabban meg nevezni nem akaró, K. J. monogramú temetkezési dolgozó is beszámolt 2003-ban a Gondola.hu elektronikus hírportálnak, aki a fentiek mellett (amit személyesen is látott elmondása szerint), még borzalmasabb dolgokat is hallott munkatársaitól akkoriban.

## Filmfelvételek
- Mai Manó Online Fotóegyetem – Tímár Péter – youtube.com, Közzététel: 2015. dec. 10. (vonatkozó rész: 54:47-től)
- A Fővárosi Hamvasztóüzem: Krematórium – Elhagyatva Magyarországon 186. – youtube.com, Közzététel: 2021. máj. 23. (vonatkozó rész: 9:56-tól)